# Пащенко, Григорий Степанович
Григо́рий Степа́нович Па́щенко (1913 — ?) — советский дипломат. Чрезвычайный и полномочный посланник 2 класса.

## Биография
Член ВКП(б). Окончил Ленинградский государственный педагогический институт (1940). На дипломатической работе с 1942 года.
- В 1942—1943 годах — сотрудник центрального аппарата НКИД СССР.
- В 1943—1949 годах — второй секретарь, первый секретарь Миссии, затем Посольства СССР в Австралии.
- В 1950—1951 годах — первый секретарь II Европейского отдела МИД СССР.
- В 1951—1953 годах — первый секретарь Посольства СССР в Чехословакии.
- В 1953—1955 годах — советник Посольства СССР в Чехословакии.
- В 1955—1959 годах — советник IV Европейского отдела МИД СССР.
- В 1959—1960 годах — советник Посольства СССР в Польше.
- В 1960—1962 годах — советник-посланник Посольства СССР в Польше.
- С 18 декабря 1962 по 26 ноября 1966 года — чрезвычайный и полномочный посол СССР в Сьерра-Леоне[1].
- В 1966—1976 годах — на ответственной работе в центральном аппарате МИД СССР.

С 1976 года — в отставке.